# Odontostreptus calicoferus
Odontostreptus calicoferus är en mångfotingart som först beskrevs av Carl Graf Attems 1914.  Odontostreptus calicoferus ingår i släktet Odontostreptus och familjen Spirostreptidae. Utöver nominatformen finns också underarten O. c. spadix.